# Hans Johansson (översättare)
Hans Johansson, född 1943, är en svensk översättare, bosatt i Frankrike. Från mitten av 1980-talet har han översatt från franska och engelska. Bland de författare han översatt märks Gaston Bachelard, Boris Vian och Louis-Ferdinand Céline.

## Översättningar (urval)
- Gaston Bachelard: Lågan av ett ljus (La flamme d'une chandelle) (Korpen, 1986)
- Boris Vian: Jag ska spotta på era gravar (J'irai cracher sur vos tombes) (Bakhåll, 1988)
- Jules Michelet: Häxan (La sorcière) (Symposion, 1993)
- Louis Aragon: Bonden i Paris (Le paysan de Paris) (Symposion, 1995)
- Georges Bataille: Litteraturen och det onda (La littérature et le mal) (Symposion, 1996)
- Octave Mirbeau: Lidandets lustgård (Le jardin des supplices) (Vertigo, 1997)
- Pierre François Lacenaire: Minnen (Mémoires) (Pequod press, 1999)
- Markis de Sade: Filosofin i sängkammaren eller De omoraliska lärarna: dialoger avsedda för unga flickors uppfostran (La philosophie dans le boudoir) (Vertigo, 2002)
- Kay R. Jamison: Mörkret faller snabbt: till självmordets förståelse (Studentlitteratur, 2005)
- Charles Baudelaire: Konstkritik (Ellerström, 2006)
- Vann Nath: Ett kambodjanskt fängelseporträtt (One year in the Khmer Roug's S-21) (Tranan, 2008)
- Gustave Flaubert: Lexikon över vedertagna åsikter (Dictionnaire des idées reçues) (Bakhåll, 2008)
- Louis-Ferdinand Céline: Från slott till slott: roman (D'un château l'autre) (Vertigo, 2012)